# Juin 1775

## Événements

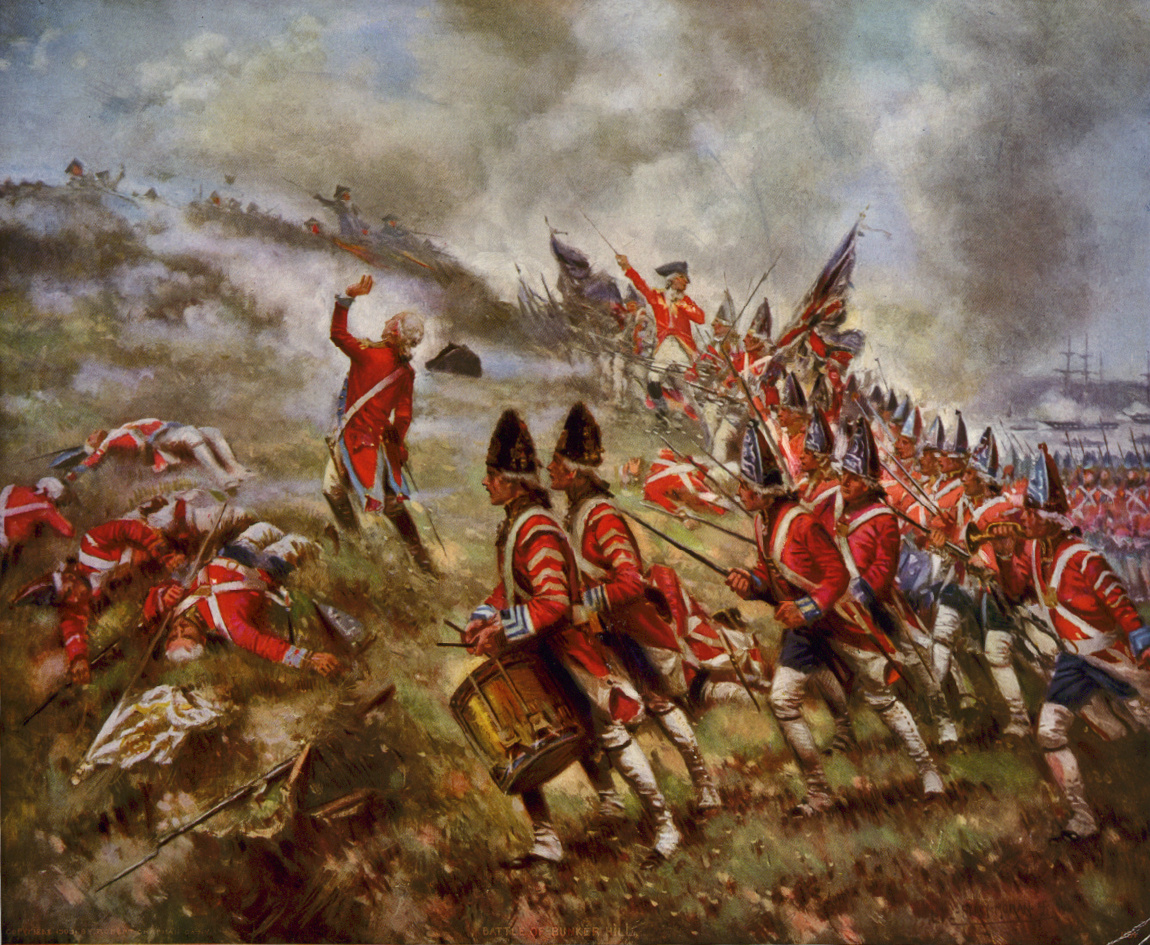
17 juin : bataille de Bunker Hill

- 5 juin : fondation de la Société Impériale pour le Commerce Asiatique de Trieste et d'Anvers. William Bolts, un aventurier néerlandais reçoit une charte fondant une Société impériale asiatique[1]. Il fonde d’éphémères comptoirs sur la côte de Malabar (1775-1792)[2].

- 6 juin, Brésil : l'esclavage des Indiens est aboli[3], remplacé par une main d'œuvre servile en provenance de l'Angola, autre colonie portugaise des côtes africaines. Jusqu'en 1850, la traite des esclaves noirs, va toucher près de trois millions et demi d'êtres humains, qui seront arrachés du continent africain pour être asservis et vendus aux planteurs brésiliens.

- 11 juin : sacre de Louis XVI de France à Reims.

- 15 juin : George Washington est nommé par le Congrès commandant en chef des forces continentales[4].

- 17 juin : affrontements de Bunker Hill dans la guerre d'indépendance américaine. Victoire anglaise[5].

## Décès
- 5 juin : Giovanni Gaetano Bottari (né en 1689), scientifique et garde de la bibliothèque du Vatican florentin.